# Epil
Epil (en llatí: Eppillus; en cèltic: «cavall petit») era el rei dels atrèbats, una tribu britànnica aliada i client de Roma. Era fill de Commi, aliat gal de Juli Cèsar que va fugir a Britànnia a causa de la revolta de Vercingètorix.
A la mort de Commi, aparentment Epil regnà juntament amb el seu germà Tincomarus. La seva capital era Noviomagus (Chichester) al sud del territori, mentre Tincomarus governava el nord des de Calleva Atrebatum, (Silchester).
Poc abans de l'any 7, Epil es va convertir en l'únic rei dels atrèbats i aparentment Tincomarus demanà l'ajuda d'August, ja que havia estat deposat després d'alguna intriga familiar. Malgrat tot, Roma va reconèixer Epil amb el títol de «Rex».
Als voltants de l'any 15 Epil fou succeït per un altre dels seus germans, Vèrica. S'han trobat monedes encunyades durant la mateixa època en què apareix Epil com a rei dels cantiacs, a Kent, reemplaçant l'antic rei Dubnovel·laune. És possible que Epil fos deposat pel seu germà Vèrica i fugís a Kent establint-se com a rei, o potser els cantiacs li oferissin el tron i Epil cedís el govern dels atrèbats al seu germà. També és possible que l'Epil de Kent fos un altre home.